# Cedusa irengana
Cedusa irengana är en insektsart som beskrevs av Ronald Gordon Fennah 1944. Cedusa irengana ingår i släktet Cedusa och familjen Derbidae. Inga underarter finns listade i Catalogue of Life.